# Citharinus citharus
Citharinus citharus is een straalvinnige vissensoort uit de familie van de ruitzalmen (Citharinidae). De wetenschappelijke naam van de soort is voor het eerst geldig gepubliceerd in 1809 door Geoffroy Saint-Hilaire.